# Algorta

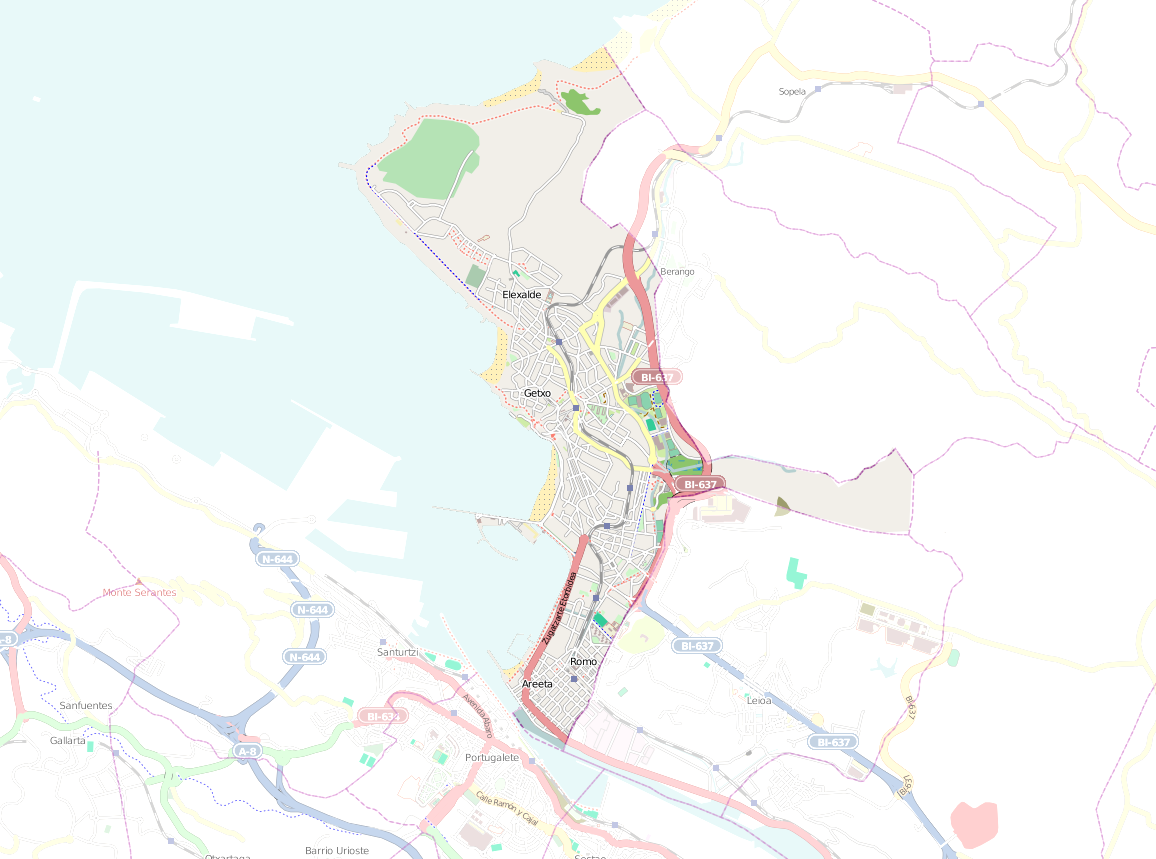
Mapa del municipi de Getxo

Algorta és un barri del municipi de Getxo, situat al País Basc, al lurralde de Biscaia. És el major nucli poblacional del municipi amb 39.184 habitants (2008).

## Distribució

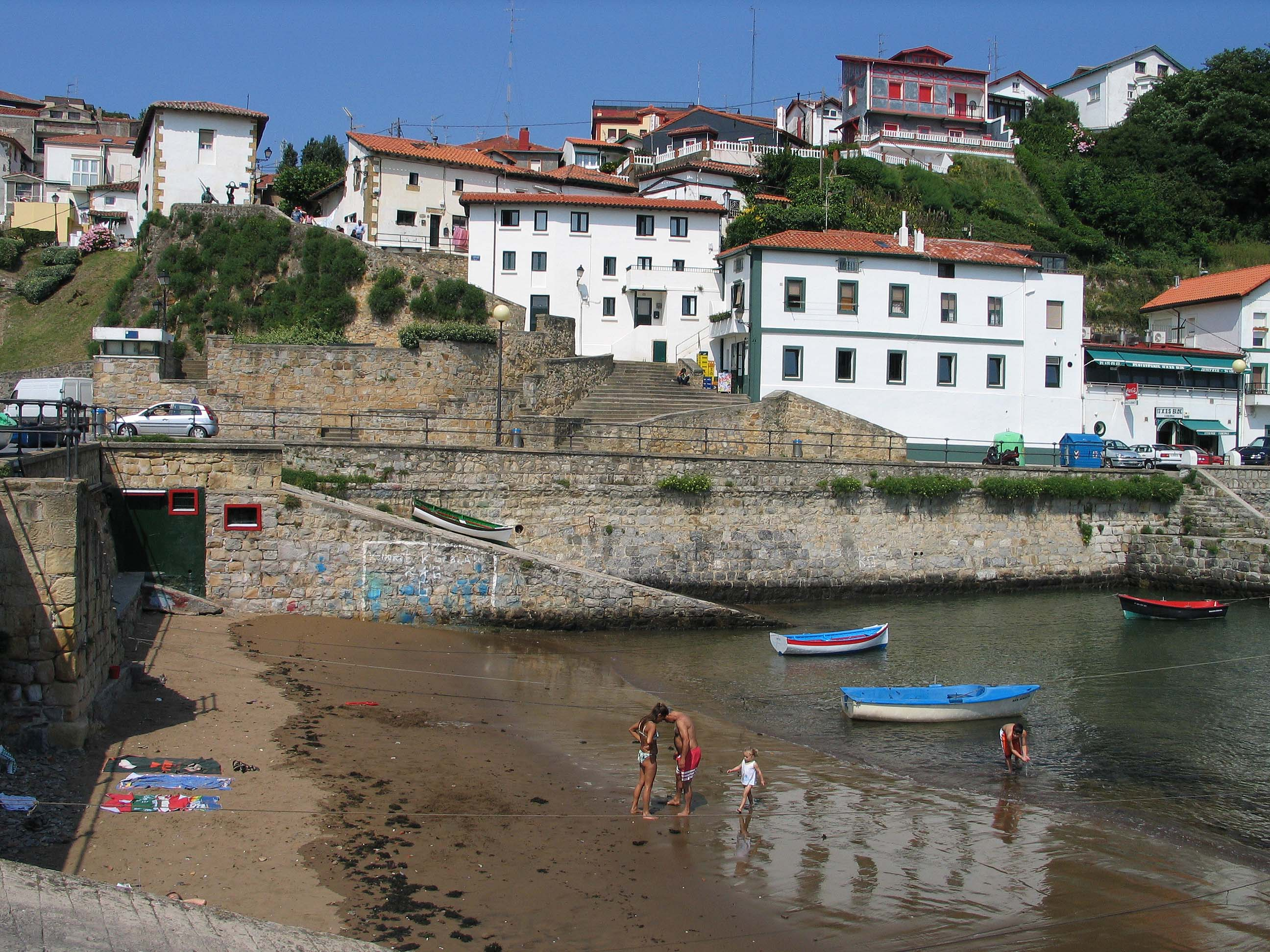
Puerto Viejo/Portu Zaharra

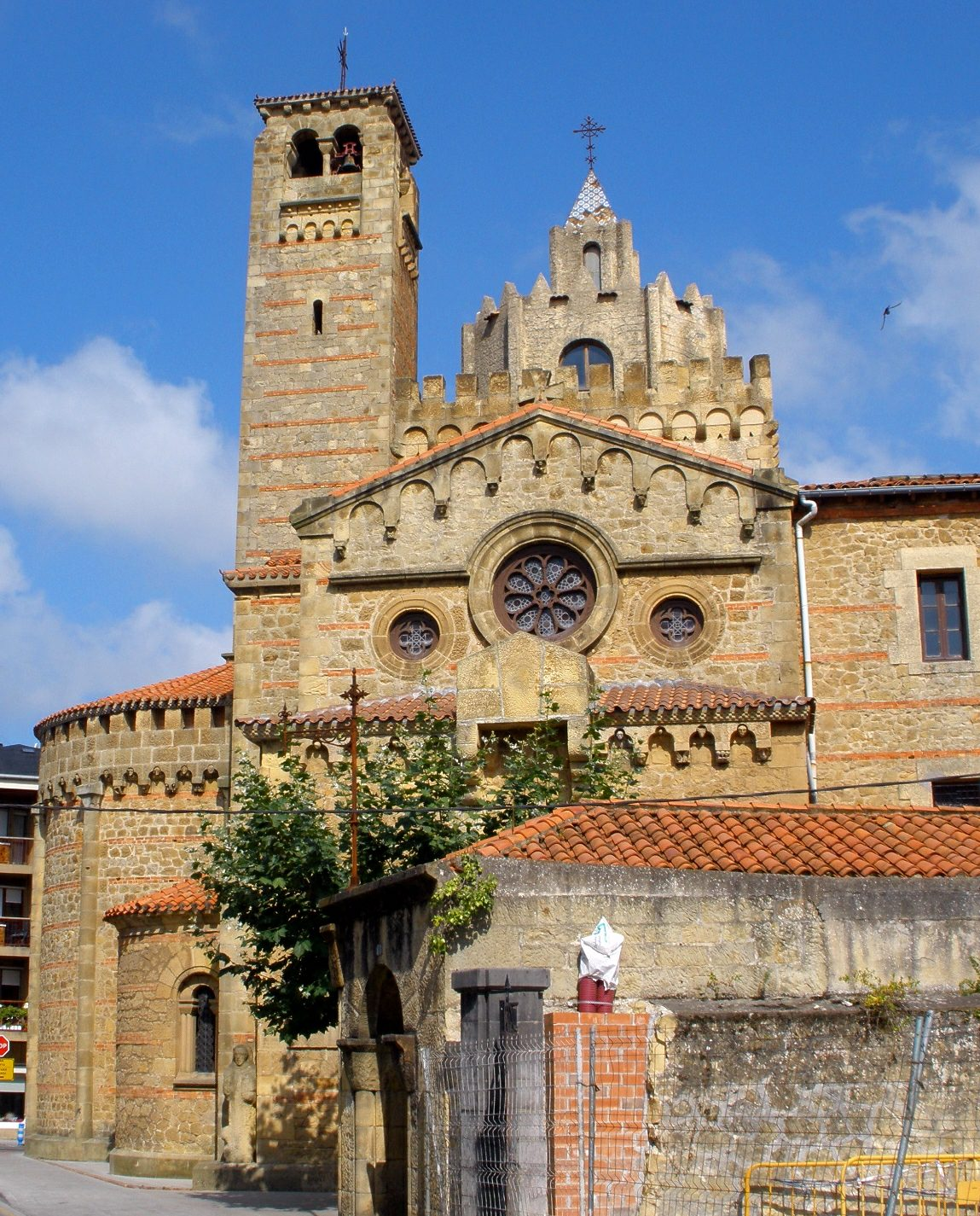
Església de la Santísima Trinidad (PP Trinitarios)

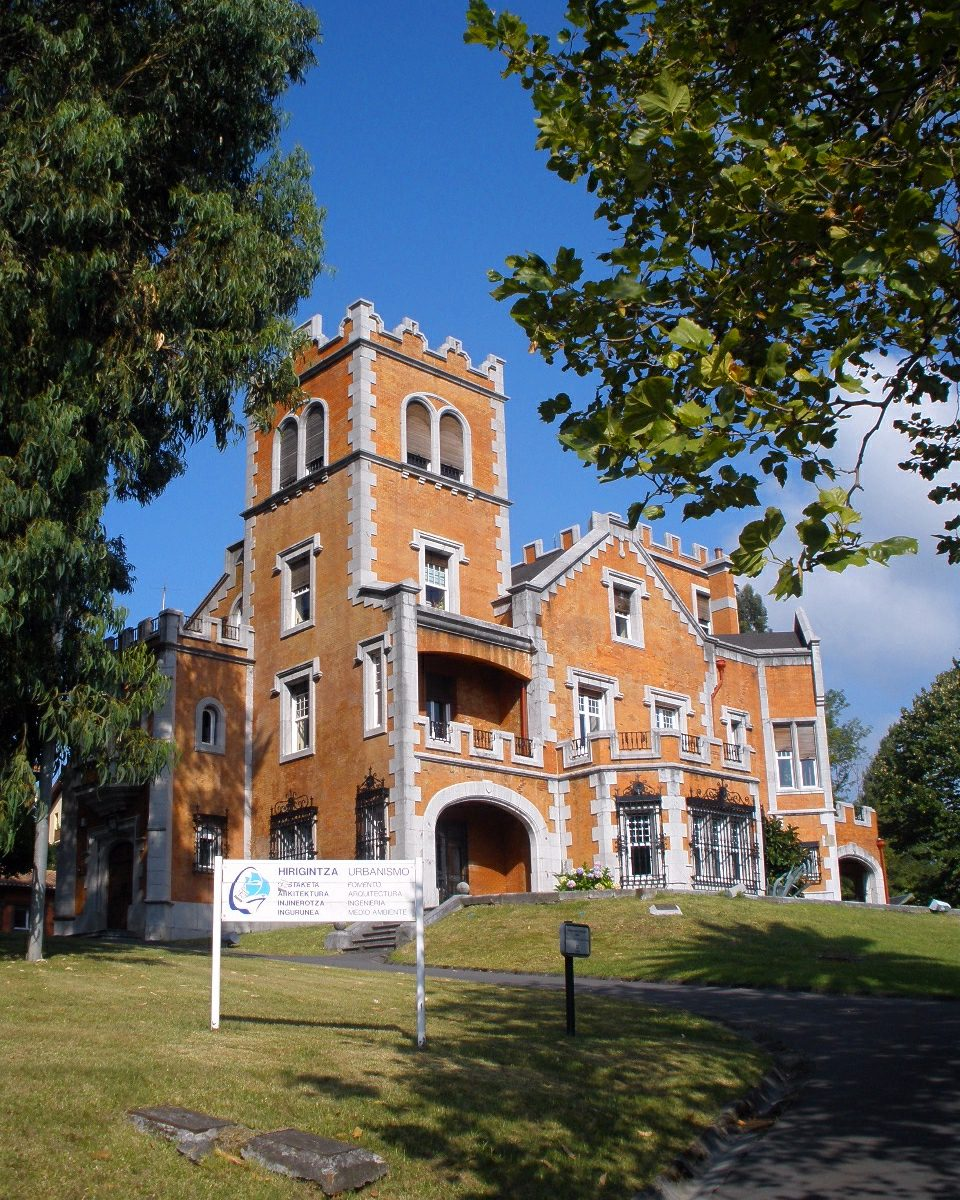
Palau de Santa Clara

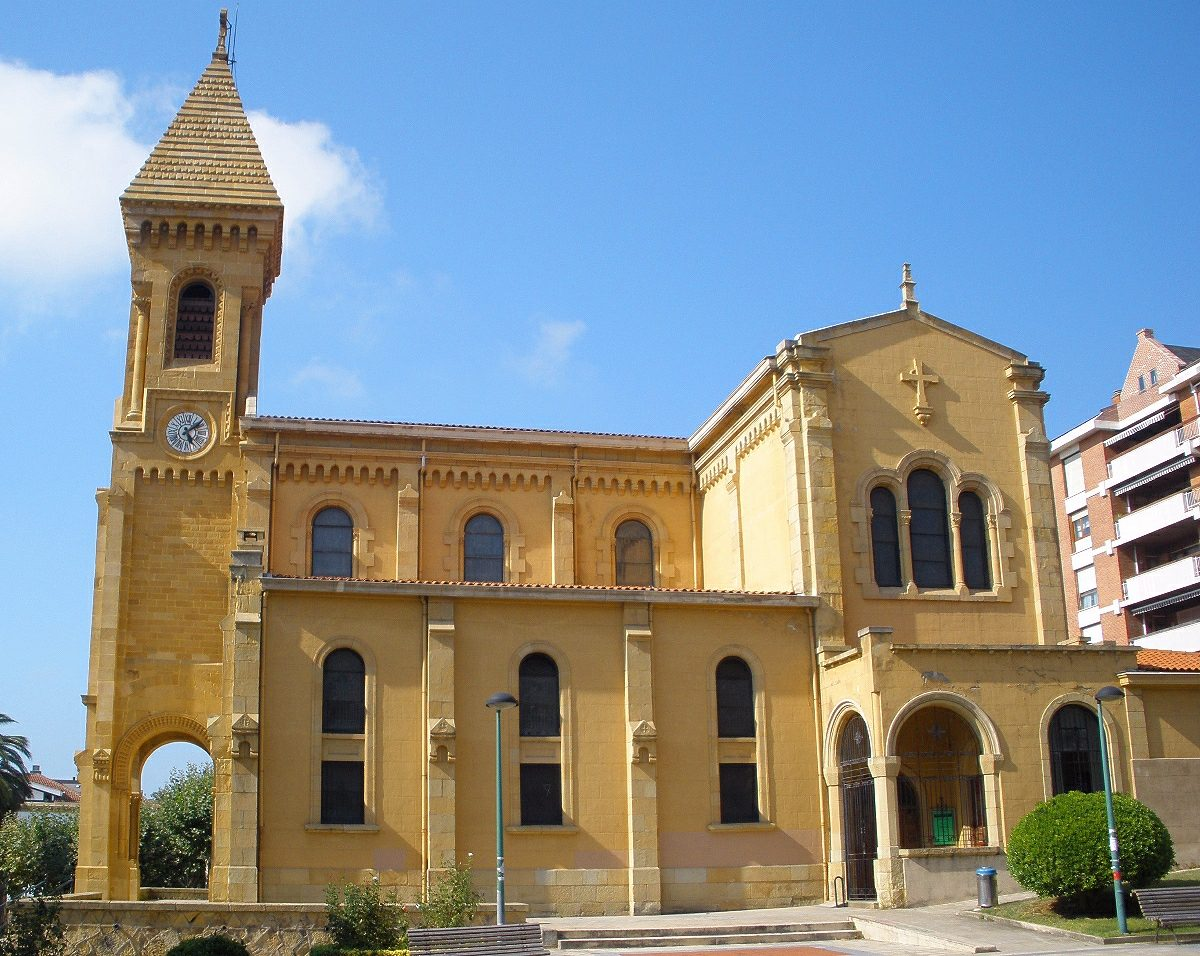
Església de San Ignacio de Loyola

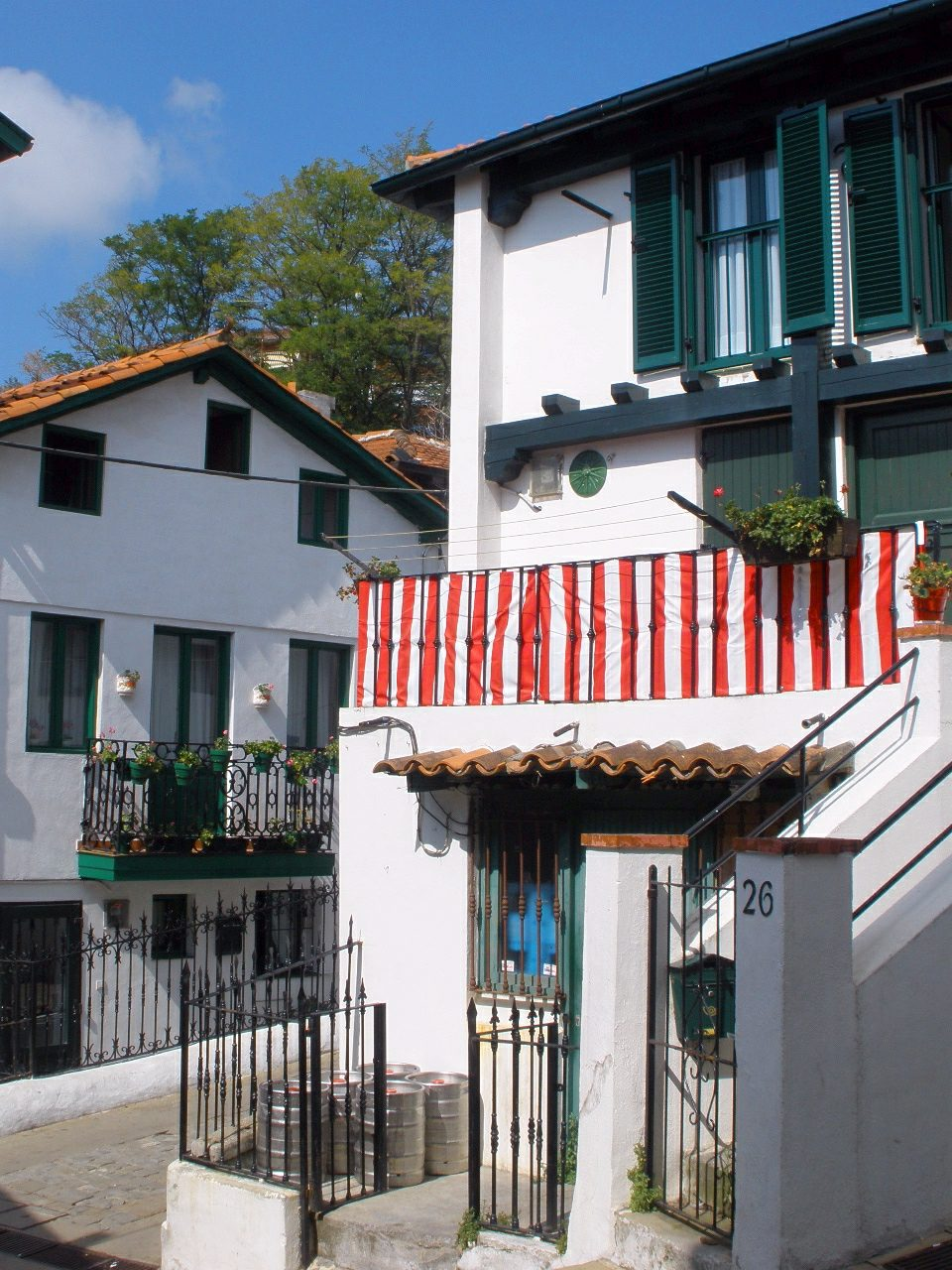
Arquitectura popular marinera

El seu centre neuràlgic és la Plaça de l'Estació o Plaça del Metro al carrer Telletxe. En aquesta zona es troba la major part del comerç del barri.
Algorta s'articula entorn de l'Avinguda Basagoiti (per als vianants), que uneix les dues principals places històriques del poble, la plaça San Nicolás i la plaça San Ignacio. Malgrat ser un barri de Getxo resulta ser un nucli molt divers, un barri amb barris. Alguns dels seus barris són,
Sarrikobaso: barri confrontant amb el de Getxoko Andra Mari. Es tracta del barri amb major densitat de població d'Algorta i s'articula principalment entorn de dos carrers: Sarrikobaso i Bidezabal. En aquest barri es troba la parada de metro de Bidezabal i el Centre de Salut d'Algorta.
Fadura: situat a la zona més allunyada de la costa de Getxo, a la vall del riu Gobelas (Gobela). Es tracta d'un barri tranquil però proper al centre. Al barri de la Humedad es troba la Ciutat Esportiva Municipal de Fadura.
Villamonte: es tracta d'un barri situat entre el centre i el barri de la Humedad. El seu espai abasta la urbanització Villamonte que compta amb àmplies zones verdes, actualment tancades al trànsit dels vianants. En ell es troba la seu central de l'Aula de Cultura de Getxo.
Alango: barri situat a la vora del centre. Seu del nou Centre de Salut inaugurat a finals de l'any 2008.
Puerto Viejo-Portu zaharra: barri situat en la costa. Va ser l'origen d'Algorta, està compost per edificis rústics, una petita platja, i una gran esplanada. Recentment s'ha rehabilitat un passeig que comunica aquest barri amb la Platja d'Ereaga (situada prop de l'Avinguda Basagoiti i colindant al seu extrem més llunyà del Port Vell amb el barri de Neguri).
Aldapa: situat a la zona baixa d'Algorta, al costat del riu Gobelas, i proper al poble de Berango. Tranquil barri amb àmplia zona d'oci i jardins.
A Algorta se celebra anualment el Festival Internacional de Blues, Festival Internacional de Jazz, Festival Internacional de Folklore, Exposició Internacional de fotografia, així com Mercat Medieval i Mercat de San Lorenzo (artesania i menjar típic del País Basc) entre moltes altres activitats de rellevància. Així mateix les festes del barri d'Algorta són les més importants de Getxo que se celebren aproximadament des del 28 de juliol fins al dia 31 de juliol.

## Comunicacions i transports
- Corredor d'Uribe Kosta. És la prolongació de la carretera que uneix Getxo amb Bilbao, l'anomenada carretera de l'Avanzada. Comunica Algorta amb municipis com Berango, Sopela, Leioa o Bilbao.
- Metro de Bilbao. A Algorta consta de les estacions d'Algorta i Bidezabal. Comunica Algorta amb gairebé tots els municipis del Gran Bilbao.
- Bizkaibus. Amb parades en diversos punts del poble, uneix Algorta amb municipis com Barakaldo, Leioa o Bilbao.
- Ascensor d'Ereaga. Uneix la platja d'Ereaga amb el parc Reina Maria Cristina, salvant així un desnivell important.

## Edificis d'interès
- Casa Amorotoena, al carrer San Nicolás.
- Església de San Ignacio de Loyola. A la plaça de San Ignacio. Temple d'estils neoromànic i neobizantí de finals del s-XIX, d'entre 1878 i 1892, obra de Narciso Goiri.
- Església de San Nicolás de Bari. En l'avinguda de Basagoiti. Edifici neoclàssic tardà construït entre 1845 i 1863, reformat en 1925.
- Església de la Santíssima Trinitat (Trinitarios). Al carrer de San Martín. Aquest temple d'estil neoromànic va ser dissenyat originalment per José María Basterra en 1888. Aquest primer edifici va ser consagrat en 1890, però en 1926 va resultar destruït en un incendi. La seva reconstrucció va ser acabada en 1927 segons els plànols de Pedro Guimón Eguiguren. L'aspecte actual de l'església data de 1963.
- Palau Consistorial. Al carrer Los Fueros. Construït per Ignacio M. Smith en 1929 utilitzant cadirat d'arenisca daurada de les properes pedreres de Berango. Està influenciat pels estils neomontanyenc i palatí basc.
- Palau de Santa Clara. Al carrer Els Furs. Obra de José María Basterra (1902). Després de sofrir diverses modificacions, va adquirir aspecte de castell anglès, on dominen els elements de l'estil Reina Ana.
- Portu Zaharra. Antic port de pescadors.